# Grotta di Qafzeh
La Grotta di Qafzeh è un sito archeologico ai piedi del Monte del Precipizio, che si trova a circa 2 km a Sud-Est di Nazaret, in Israele
Nel sito sono stati scoperti importanti resti di popolazioni preistoriche: alcuni degli esempi più antichi al mondo, al di fuori dell'Africa, di esseri umani anatomicamente moderni. Questi sono stati rinvenuti sulla cengia appena fuori dalla grotta, dove sono stati individuati 18 strati del Paleolitico medio. L'interno della grotta contiene strati geologici che vanno dal Neolitico all'Età del Bronzo.
Il sito ha dato alla luce anche una necropoli, composta da 14 sepolture, 6 attribuibili a individui adulti, e 8 a bambini.